# Coup dur chez les mous
Pour plus de détails, voir Fiche technique et Distribution.
Coup dur chez les mous est un film français réalisé par Jean Loubignac, sorti en 1956.

## Synopsis
À la suite d'une série de quiproquos, quatre malfrats aussi maladroits que malchanceux se voient contraints de jouer les domestiques chez la comtesse russe qu'ils espéraient cambrioler. Celle-ci se révèle être ruinée et suicidaire, ce qui ne l'empêche pas d'être un brin farfelue....

## Fiche technique
- Réalisation : Jean Loubignac
- Scénario : Jean Guitton
- Photographe : René Colas
- Musique : Gérard Calvi
- Son : Jean Bertrand
- Décors : Robert Bouladoux
- Montage : Jacques Mavel
- Société de distribution : Compagnie Européenne de Films (CEF)
- Pays d'origine :  France
- Format :  Son mono - 35 mm - Noir et blanc
- Genre : Comédie
- Durée : 95 minutes
- Dates de sortie : 
  - France : 4 juillet 1956

## Distribution
- Jane Sourza : la tante
- Raymond Souplex : Totor
- Jeannette Batti : Gigi
- Henri Génès : Ernest
- Julien Carette : le Suisse
- Armand Bernard : l'oncle
- Jean Tissier : l'inspecteur
- Luisa Colpeyn : la comtesse Olga Ivaroff
- Alain Bouvette : Jo
- Edmond Ardisson : le brigadier
- Charles Bouillaud : le docteur
- Max Dejean et Marcel Pérès : les agents
- Renée Gardès : la bistrote
- Nicole Jonesco : la boniche
- René Lacourt : un croque-mort
- Rogers : le gendarme
- Jacques Moulières : un gamin
- Nicole Regnault : la cousine
- Jean Berton
- René Hell
- Henri Mairet (comédien)
- Robert Rocca

## Autour du film
Des scènes ont été tournées au Château de Champlâtreux à Épinay-Champlâtreux (Val-d'Oise).